# Станко Опсеница
Станко Опсеница Станиша (Љубово, код Коренице, 27. новембар 1907 — Грачац, 15. јануар 1943), учесник Народноослободилачке борбе и народни херој Југославије.

## Биографија
Рођен је 27. новембра 1907. у Љубову, код Коренице, у Лици.
Године 1941. био је један од организатора народног устанка у Лици, против фашиста и усташа. У подизању устанка су учествовала и његова браћа Алекса и Стеван Опсеница.
Од априла 1942. године био је командант Батаљона „Огњен Прица“ у саставу Другог личког партизанског одреда, који је 22. августа ушао у састав Друге личке пролетерске ударне бригаде. У току лета 1942. године примљен је у чланство Комунистичке партије Југославије (КПЈ).
Погинуо је 15. јануара 1943. године приликом напада партизана на Грачац.
За народног хероја Југославије је проглашен 16. септембра 1945. године.
Његов рођени брат Стеван, такође је проглашен за народног хероја.